# كأس آسيا 2004
كانت بطولة كأس آسيا 2004 لكرة القدم النسخة الثالثة عشرة من كأس آسيا. وعقدت من 17 يوليو إلى 7 أغسطس 2004 في الصين. وهزمت اليابان المدافعة عن اللقب الصين في المباراة النهائية في بكين.
تميزت هذه البطولة بإخفاق غير متوقع للسعودية بعد أن فشلت في تجاوز المرحلة الأولى؛ أداء جيد على نحو مدهش للبحرين، التي حلت في المركز الرابع؛ الأردن، الذي وصل إلى الدور ربع النهائي في أول مشاركة له وإندونيسيا، التي حققت أول انتصار تاريخي لها في كأس آسيا ضد قطر. وشهدت المباراة النهائية بين الصين واليابان أعمال شغب بعد المباراة من قبل المشجعين الصينيين بالقرب من البوابة الشمالية لملعب العمال في بكين، إلى حد ما بسبب التحكيم المثير للجدل والمشاعر المعادية لليابان الناجمة عن التوترات التاريخية.

## المدن والملاعب المضيفة
| بكين تشونغتشينغ جينان تشنغدوكأس آسيا 2004 (الصين) | بكين          | تشونغتشينغ                       | جينان                | تشنغدو                   |
| بكين تشونغتشينغ جينان تشنغدوكأس آسيا 2004 (الصين) | ملعب العمال   | مركز تشونغتشينغ الأولمبي الرياضي | مركز شاندونغ الرياضي | ملعب سيتشوان لونغتشوانيي |
| بكين تشونغتشينغ جينان تشنغدوكأس آسيا 2004 (الصين) | السعة: 66,161 | السعة: 58,680                    | السعة: 27,333        | السعة: 30,800            |
| بكين تشونغتشينغ جينان تشنغدوكأس آسيا 2004 (الصين) |               |                                  |                      |                          |

## المصنفون
| الوعاء أ                                    | الوعاء ب                      | الوعاء ج                                                   | الوعاء د                             |
| ------------------------------------------- | ----------------------------- | ---------------------------------------------------------- | ------------------------------------ |
| الصين · اليابان · كوريا الجنوبية · السعودية | إيران · العراق · الكويت · قطر | إندونيسيا · تايلاند · الإمارات العربية المتحدة · أوزبكستان | البحرين · الأردن · عمان · تركمانستان |

## التشكيلات
للاطلاع على قائمة لكافة التشكيلات التي لعبت في المسابقة النهائية، انظر تشكيلات كأس آسيا 2004.

## المرحلة الأولى
جميع الأوقات حسب توقيت الصين القياسي (ت ع م+8)
| مفاتيح الألوان في جداول المجموعات | مفاتيح الألوان في جداول المجموعات         |
| --------------------------------- | ----------------------------------------- |
|                                   | يصعد متصدر ووصيف المجموعة إلى ربع النهائي |

### المجموعة أ
| فريق      | لعب | ف | ت | خ | له | عليه | ف.أ | نقاط |
| --------- | --- | - | - | - | -- | ---- | --- | ---- |
| الصين     | 3   | 2 | 1 | 0 | 8  | 2    | +6  | 7    |
| البحرين   | 3   | 1 | 2 | 0 | 6  | 4    | +2  | 5    |
| إندونيسيا | 3   | 1 | 0 | 2 | 3  | 9    | −6  | 3    |
| قطر       | 3   | 0 | 1 | 2 | 2  | 4    | −2  | 1    |

| الصين                             | 2–2   | البحرين               |
| --------------------------------- | ----- | --------------------- |
| جنغ جي 58' (ركلة.) · لي جينيو 66' | تقرير | م. حبيل 41' · علي 89' |

| قطر         | 1–2   | إندونيسيا                   |
| ----------- | ----- | --------------------------- |
| م. محمد 83' | تقرير | سودارسونو 26' · أستامان 48' |

| البحرين       | 1–1   | قطر             |
| ------------- | ----- | --------------- |
| م. حبيل 90+1' | تقرير | رزق 59' (ركلة.) |

| إندونيسيا | 0–5   | الصين                                                          |
| --------- | ----- | -------------------------------------------------------------- |
|           | تقرير | شاو جيايي 25'، 66' · هاو هايدونغ 40' · لي مينغ 51' · لي يي 80' |

| الصين          | 1–0   | قطر |
| -------------- | ----- | --- |
| شو يونلونغ 77' | تقرير |     |

| البحرين                          | 3–1   | إندونيسيا |
| -------------------------------- | ----- | --------- |
| علي 43' · ع. حبيل 57' · يوسف 82' | تقرير | أيبوي 75' |

### المجموعة ب
| فريق                     | لعب | ف | ت | خ | له | عليه | ف.أ | نقاط |
| ------------------------ | --- | - | - | - | -- | ---- | --- | ---- |
| كوريا الجنوبية           | 3   | 2 | 1 | 0 | 6  | 0    | +6  | 7    |
| الأردن                   | 3   | 1 | 2 | 0 | 2  | 0    | +2  | 5    |
| الكويت                   | 3   | 1 | 0 | 2 | 3  | 7    | −4  | 3    |
| الإمارات العربية المتحدة | 3   | 0 | 1 | 2 | 1  | 5    | −4  | 1    |

| كوريا الجنوبية | 0–0   | الأردن |
| -------------- | ----- | ------ |
|                | تقرير |        |

| الكويت                                    | 3–1   | الإمارات العربية المتحدة |
| ----------------------------------------- | ----- | ------------------------ |
| ب. عبد الله 24' · المطوع 39' (ركلة.)، 45' | تقرير | راشد 47'                 |

| الأردن                   | 2–0   | الكويت |
| ------------------------ | ----- | ------ |
| سعد 90+1' · الزبون 90+2' | تقرير |        |

| الإمارات العربية المتحدة | 0–2   | كوريا الجنوبية                       |
| ------------------------ | ----- | ------------------------------------ |
|                          | تقرير | لي دونغ-غوك 41' · آن جونغ-هوان 90+1' |

| الأردن | 0–0   | الإمارات العربية المتحدة |
| ------ | ----- | ------------------------ |
|        | تقرير |                          |

| كوريا الجنوبية                                            | 4–0   | الكويت |
| --------------------------------------------------------- | ----- | ------ |
| لي دونغ-غوك 25'، 41' · تشا دو-ري 45+1' · آن جونغ-هوان 75' | تقرير |        |

### المجموعة ج
| فريق       | لعب | ف | ت | خ | له | عليه | ف.أ | نقاط |
| ---------- | --- | - | - | - | -- | ---- | --- | ---- |
| أوزبكستان  | 3   | 3 | 0 | 0 | 3  | 0    | +3  | 9    |
| العراق     | 3   | 2 | 0 | 1 | 5  | 4    | +1  | 6    |
| تركمانستان | 3   | 0 | 1 | 2 | 4  | 6    | −2  | 1    |
| السعودية   | 3   | 0 | 1 | 2 | 3  | 5    | −2  | 1    |

| السعودية                 | 2–2   | تركمانستان                     |
| ------------------------ | ----- | ------------------------------ |
| القحطاني 9' (ركلة.)، 59' | تقرير | ن. بايراموف 6' · كوليييف 90+3' |

| العراق | 0–1   | أوزبكستان  |
| ------ | ----- | ---------- |
|        | تقرير | قاسموف 21' |

| تركمانستان                   | 2–3   | العراق                                |
| ---------------------------- | ----- | ------------------------------------- |
| ف. بايراموف 14' · كولييف 85' | تقرير | ه. م. محمد 12' · فرحان 80' · منير 88' |

| أوزبكستان  | 1–0   | السعودية |
| ---------- | ----- | -------- |
| غينريخ 13' | تقرير |          |

| السعودية     | 1–2   | العراق               |
| ------------ | ----- | -------------------- |
| المنتشري 57' | تقرير | أكرم 51' · محمود 86' |

| تركمانستان | 0–1   | أوزبكستان  |
| ---------- | ----- | ---------- |
|            | تقرير | قاسموف 58' |

### المجموعة د
| فريق    | لعب | ف | ت | خ | له | عليه | ف.أ | نقاط |
| ------- | --- | - | - | - | -- | ---- | --- | ---- |
| اليابان | 3   | 2 | 1 | 0 | 5  | 1    | +4  | 7    |
| إيران   | 3   | 1 | 2 | 0 | 5  | 2    | +3  | 5    |
| عمان    | 3   | 1 | 1 | 1 | 4  | 3    | +1  | 4    |
| تايلاند | 3   | 0 | 0 | 3 | 1  | 9    | −8  | 0    |

| اليابان      | 1–0   | عمان |
| ------------ | ----- | ---- |
| ناكامورا 33' | تقرير |      |

| إيران                                      | 3–0   | تايلاند |
| ------------------------------------------ | ----- | ------- |
| عنايتي 71' · نكونام 80' · دائي 86' (ركلة.) | تقرير |         |

| عمان             | 2–2   | إيران                   |
| ---------------- | ----- | ----------------------- |
| الحوسني 31'، 40' | تقرير | كريمي 61' · نصرتي 90+4' |

| تايلاند       | 1–4   | اليابان                                         |
| ------------- | ----- | ----------------------------------------------- |
| سوكسومكيت 12' | تقرير | ناكامورا 21' · ناكازاوا 57'، 87' · فوكونيشي 68' |

| عمان                                  | 2–0   | تايلاند |
| ------------------------------------- | ----- | ------- |
| فيواتشاتيشوك 15' (ه.ذ.) · الحوسني 49' | تقرير |         |

| اليابان | 0–0   | إيران |
| ------- | ----- | ----- |
|         | تقرير |       |

## مرحلة خروج المغلوب
جميع الأوقات حسب توقيت الصين القياسي (ت ع م+8)
|  | ربع النهائي           | ربع النهائي      |                |       | نصف النهائي | نصف النهائي |  |  | النهائي | النهائي |
|  |                       |                  |                |       |             |             |  |  |         |         |
|  | 30 يوليو - بكين       |                  |                |       |             |             |  |  |         |         |
|  |                       |                  |                |       |             |             |  |  |         |         |
|  | الصين                 | 3                |                |       |             |             |  |  |         |         |
|  | الصين                 | 3                | 3 أغسطس - بكين |       |             |             |  |  |         |         |
|  | العراق                | 0                |                |       |             |             |  |  |         |         |
|  | العراق                | 0                | الصين (ج.)     | 1 (4) |             |             |  |  |         |         |
|  | 31 يوليو - جينان      |                  | الصين (ج.)     | 1 (4) |             |             |  |  |         |         |
|  |                       | إيران            | 1 (3)          |       |             |             |  |  |         |         |
|  | كوريا الجنوبية        | إيران            | 1 (3)          | 3     |             |             |  |  |         |         |
|  | كوريا الجنوبية        |                  | 7 أغسطس - بكين | 3     |             |             |  |  |         |         |
|  | إيران                 | 4                |                |       |             |             |  |  |         |         |
|  | إيران                 | 4                | الصين          | 1     |             |             |  |  |         |         |
|  | 30 يوليو - تشنغدو     |                  | الصين          | 1     |             |             |  |  |         |         |
|  |                       | اليابان          | 3              |       |             |             |  |  |         |         |
|  | أوزبكستان             | اليابان          | 3              | 2 (3) |             |             |  |  |         |         |
|  | أوزبكستان             | 3 أغسطس - جينان  |                | 2 (3) |             |             |  |  |         |         |
|  | البحرين (ج.)          | 2 (4)            |                |       |             |             |  |  |         |         |
|  | البحرين (ج.)          | 2 (4)            | البحرين        | 3     |             |             |  |  |         |         |
|  | 31 يوليو - تشونغتشينغ |                  | البحرين        | 3     |             |             |  |  |         |         |
|  |                       | اليابان (ب.و.إ.) | 4              |       |             |             |  |  |         |         |
|  | اليابان (ج.)          | اليابان (ب.و.إ.) | 4              | 1 (4) |             |             |  |  |         |         |
|  | اليابان (ج.)          |                  |                | 1 (4) |             |             |  |  |         |         |
|  | الأردن                | 1 (3)            |                |       |             |             |  |  |         |         |
|  | الأردن                | 1 (3)            |                |       |             |             |  |  |         |         |

### ربع النهائي
| أوزبكستان                                       | 2–2 (ب.و.إ.) | البحرين                             |
| ----------------------------------------------- | ------------ | ----------------------------------- |
| غينريخ 60' · شيشيلوف 86'                        | تقرير        | ع. حبيل 71'، 76'                    |
| ركلات الترجيح                                   |              |                                     |
| فيودوروف · جباروف · غينريخ · بيكماييف · كوشيليف | 3–4          | علي · جمعة · بابا · فرحان · ع. حبيل |

| الصين                                              | 3–0   | العراق |
| -------------------------------------------------- | ----- | ------ |
| هاو هايدونغ 8' · جنغ جي 81' (ركلة.)، 90+2' (ركلة.) | تقرير |        |

| اليابان                                                             | 1–1 (ب.و.إ.) | الأردن                                                          |
| ------------------------------------------------------------------- | ------------ | --------------------------------------------------------------- |
| سوزوكي 14'                                                          | تقرير        | شلباية 11'                                                      |
| ركلات الترجيح                                                       |              |                                                                 |
| ناكامورا · أليكس · فوكونيشي · ناكاتا · سوزوكي · ناكازاوا · ميياموتو | 4–3          | أبو زمع · العوضات · عقل · الشبول · إبراهيم · الزبون · بني ياسين |

| كوريا الجنوبية                                       | 3–4   | إيران                                          |
| ---------------------------------------------------- | ----- | ---------------------------------------------- |
| سيول كي-هيون 16' · لي دونغ-غوك 25' · كيم نام-إيل 68' | تقرير | كريمي 10'، 20'، 77' · بارك جين-سيوب 51' (ه.ذ.) |

### نصف النهائي
| البحرين                    | 3–4 (ب.و.إ.) | اليابان                                    |
| -------------------------- | ------------ | ------------------------------------------ |
| ع. حبيل 7'، 71' · ناصر 85' | تقرير        | ناكاتا 48' · تامادا 55'، 93' · ناكازوا 90' |

| الصين                                                   | 1–1 (ب.و.إ.) | إيران                                      |
| ------------------------------------------------------- | ------------ | ------------------------------------------ |
| شاو جيايي 18'                                           | تقرير        | علوي 38'                                   |
| ركلات الترجيح                                           |              |                                            |
| جنغ جي · جاو جونجي · لي شياوبنغ · سون شيانغ · شاو جيايي | 4–3          | دائي · مهدفيكيا · نكونام · مبعلي · غلمحمدي |

### مباراة المركز الثالث
| إيران                                         | 4–2   | البحرين              |
| --------------------------------------------- | ----- | -------------------- |
| نكونام 9' · كريمي 52' · دائي 80' (ركلة.)، 90' | تقرير | يوسف 48' · فرحان 57' |

### النهائي
| الصين       | 1–3   | اليابان                                  |
| ----------- | ----- | ---------------------------------------- |
| لي مينغ 31' | تقرير | فوكونيشي 22' · ناكاتا 65' · تامادا 90+1' |

## الفائز
| فائز كأس آسيا 2004        |
| ------------------------- |
| · اليابان · للمرة الثالثة |

## الجوائز
| أفضل لاعب        | الهداف              | جائزة اللعب النظيف |
| ---------------- | ------------------- | ------------------ |
| شونسوكي ناكامورا | علاء حبيل علي كريمي | الصين              |

### فريق كل النجوم
| حارس المرمى         | المدافعون                                             | لاعبو الوسط                                    | المهاجمون           |
| ------------------- | ----------------------------------------------------- | ---------------------------------------------- | ------------------- |
| يوشيكاتسو كاواغوتشي | تسونيياسو ميياموتو يوجي ناكازاوا جنغ جي مهدي مهدفيكيا | شونسوكي ناكامورا شاو جيايي جاو جونجي طلال يوسف | علاء حبيل علي كريمي |

## الإحصائيات

### مسجلي الأهداف
بتسجيلهما خمسة أهداف، تصدر علاء حبيل وعلي كريمي ترتيب الهدافين. سُجل في المجمل، 96 هدفاً، مع احتساب اثنان منهم كأهداف ذاتية عن طريق 58 لاعب مختلف.
5 أهداف
- علاء حبيل
- علي كريمي

4 أهداف
- لي دونغ-غوك

3 أهداف
- شاو جيايي
- جنغ جي
- علي دائي
- يوجي ناكازاوا
- كيجي تامادا
- عماد الحوسني

هدفين
- حسين علي
- محمد حبيل
- طلال يوسف
- هاو هايدونغ
- لي مينغ
- جواد نكونام
- تاكاشي فوكونيشي
- شونسوكي ناكامورا
- كوجي ناكاتا
- آن جون-هوان
- بدر المطوع
- ياسر القحطاني
- بغنتش محمد كولييف
- ألكساندر غينريخ
- ميرجلال قاسموف

هدف
- صالح فرحان
- دعيج ناصر
- لي جينيو
- لي يي
- شو يونلونغ
- إيلي أيبوي
- بوناريو أستامان
- بودي سودارسونو
- محمد علوي
- رضا عنايتي
- محمد نصرتي
- نشأت أكرم
- رزاق فرحان
- يونس محمود
- هوار ملا محمد
- قصي منير
- تاكايوكي سوزوكي
- أنس الزبون
- خالد سعد
- محمود شلباية
- تشا دو-ري
- سيول كي-هيون
- كيم نام-إيل
- بشار عبد الله
- ماجد محمد
- وسام رزق
- حمد المنتشري
- سوتي سوكسومكيت
- نزار بايراموف
- فلاديمير بايراموف
- محمد راشد سرور
- فلاديمير شيشيلوف

هدف ذاتي
- بارك جين-سيوب (لعب ضد إيران)
- رانغسان فيواتشاتيشوك (لعب ضد عمان)

### ترتيب فرق البطولة
| مركز                    | فريق                     | لعب | ف | ت | خ | له | عليه | .أ | نقاط | فعال  |
| ----------------------- | ------------------------ | --- | - | - | - | -- | ---- | -- | ---- | ----- |
| 1                       | اليابان                  | 6   | 4 | 2 | 0 | 13 | 6    | +7 | 14   | 77.8% |
| 2                       | الصين                    | 6   | 3 | 2 | 1 | 13 | 6    | +7 | 11   | 61.1% |
| 3                       | إيران                    | 6   | 3 | 3 | 0 | 14 | 8    | +6 | 12   | 66.7% |
| 4                       | البحرين                  | 6   | 1 | 3 | 2 | 13 | 14   | −1 | 6    | 33.3% |
| أقصوا في ربع النهائي    |                          |     |   |   |   |    |      |    |      |       |
| 5                       | أوزبكستان                | 4   | 3 | 1 | 0 | 5  | 2    | +3 | 10   | 83.3% |
| 6                       | كوريا الجنوبية           | 4   | 2 | 1 | 1 | 9  | 4    | +5 | 7    | 58.3% |
| 7                       | الأردن                   | 4   | 1 | 3 | 0 | 3  | 1    | +2 | 6    | 50.0% |
| 8                       | العراق                   | 4   | 2 | 0 | 2 | 5  | 7    | −2 | 6    | 50.0% |
| أقصوا في المرحلة الأولى |                          |     |   |   |   |    |      |    |      |       |
| 9                       | عمان                     | 3   | 1 | 1 | 1 | 4  | 3    | +1 | 4    | 44.4% |
| 10                      | الكويت                   | 3   | 1 | 0 | 2 | 3  | 7    | −4 | 3    | 33.3% |
| 11                      | إندونيسيا                | 3   | 1 | 0 | 2 | 3  | 9    | −6 | 3    | 33.3% |
| 12                      | تركمانستان               | 3   | 0 | 1 | 2 | 4  | 6    | −2 | 1    | 11.1% |
| 13                      | السعودية                 | 3   | 0 | 1 | 2 | 3  | 5    | −2 | 1    | 11.1% |
| 14                      | قطر                      | 3   | 0 | 1 | 2 | 2  | 4    | −2 | 1    | 11.1% |
| 15                      | الإمارات العربية المتحدة | 3   | 0 | 1 | 2 | 1  | 5    | −4 | 1    | 11.1% |
| 16                      | تايلاند                  | 3   | 0 | 0 | 3 | 1  | 9    | −8 | 0    | 0.0%  |

## معاينة
مثل غيرها من الأحداث الرياضية، كان يتم الترويج لكأس آسيا 2004 كدليل على التقدم الاقتصادي والرياضي الذي حققته الصين، حيث اعتبرها البعض تمهيداً للألعاب الأولمبية الصيفية 2008. ينظر العديد من الصينيين إلى البطولة على أنها ناجحة ويشعرون بالفخر العظيم لتنظيم مثل هذا الحدث الرياضي الهام قبل انعقاد دورة الألعاب الأولمبية. ومع ذلك، أشارت وسائل الإعلام اليابانية والعديد من المراقبين الدوليين الآخرين إلى سلوكيات سيئة من جانب المشجعين الصينيين، وقلة الحضور الجماهيري في البطولة، مثيرون أسئلة حول قدرة الصين على احتضان مثل هذه الأحداث الرياضية.
قامت معظم الجماهير الصينية المتواجدة في الملاعب بالتعبير عن مشاعرها المناهضة لليابان عبر التشويش على النشيد الوطني الياباني، ورفع شعارات سياسية وإطلاق صيحات استهجان، كلما حصلت اليابان على الكرة، بغض النظر عن النتيجة أو الخصم. حسبما أفادت وسائل الإعلام الدولية، وتفاقم هذا عندما لمس كوجي ناكاتا على ما يبدو الكرة بيده اليمنى في المباراة النهائية ضد الصين. ردت حكومة جمهورية الصين الشعبية بالدعوة إلى ضبط النفس وزيادة أعداد الشرطة للحفاظ على النظام. كما طالبت الحكومة اليابانية جمهورية الصين الشعبية بضمان سلامة المشجعين اليابانيين، بينما طلبت على وجه التحديد من الرعايا اليابانيين أو الأشخاص من أصل ياباني بعدم عرض أي شكل من أشكال الاعتزاز المفرط، لا سيما ارتداء زي منتخب اليابان لكرة القدم. على الرغم من حملة الحكومة الصينية، اندلعت أعمال شغب بدأها مشجعين صينيين بالقرب من البوابة الشمالية لملعب العمال، على الرغم من أن التقارير تختلف بشأن مدى انتشار أعمال الشغب. كنتيجة لذلك، قالت بعض مجموعات وسائل الإعلام أن «العرض المفرط للقومية الصينية خلال دورة الألعاب الأولمبية الصيفية 2008 في بكين قد أصبح مدعاة للقلق بالنسبة للمسؤولين الصينيين».

## روابط خارجية
- تفاصيل RSSSF
- الموقع الرسمي (مؤرشف)